# Bahía de Jade
La bahía del Jade (en alemán: Jadebusen, pronunciación: /ˈjaːdəˌbuːzn̩/ⓘ) es una pequeña bahía de la costa alemana del mar del Norte, localizada entre la desembocadura del río Weser y las islas de Frisia oriental. La bahía termina en el extremo sur del cuello determinado entre el extremo oriental de la península de Frisia y la de Butjadingen.  Al norte de esta línea están el Innenjade y el Aussenjade, denominados colectivamente como los Jade. Las principales ciudades a orillas de la bahía son Wilhelmshaven (76.926 hab. en 2011), en el noroeste y Varel (23.729 hab. en 2011), en el suroeste.
Los Jade forman parte del parque nacional del mar de Frisia de Baja Sajonia, uno de los parques nacionales del mar de Frisia alemanes declarados patrimonio de la humanidad por la Unesco.

## Historia
Anteriormente era conocida simplemente como Jade o Jahde.  Tiene una superficie de unos 190 km² y fue creada en gran medida por las inundaciones ocasionadas por las tormentas durante los siglos XII y XVI. Durante ese período conectaba hacia el este hasta el Weser. Esta conexión fue cerrada entre 1721 y 1725 con la construcción de diques, reconectando Butjadingen con el continente como península. En la parte oeste, el Jade se adentra mucho en la península de Frisia. Desde principios del siglo XVI, se construyeron una serie de diques para prevenir las inundaciones de las tormentas y proteger la tierra cultivable. El dique principal, el Ellenser Damm, fue erigido entre 1596 y 1615 en virtud de un acuerdo entre el principado de Frisia oriental y el Ducado de Oldemburgo.
El puerto de Wilhelmshaven se encuentra en la ribera occidental de la bahía y durante la Primera Guerra Mundial, fue base de la Flota Alemana de Alta Mar, la principal flota de batalla de la Marina Imperial Alemana). La ciudad fue por ello muy bombardeada sufriendo graves daños.